# Ждите меня, острова!
«Ждите меня, острова!» — советский полнометражный цветной художественный фильм, поставленный на Киностудии «Ленфильм» в 1977 году режиссёрами Николаем Лебедевым и Иосифом Шапиро. По мотивам очерка Леонида Почивалова «Беглец».

## Сюжет
Двенадцатилетний Валерка Прохоров — романтик по своей натуре — подружился со старым моряком Аверкиным. Особенно Валерку заинтересовали рассказы моряка о далёких неизвестных островах. Но на беду мальчика, его родители не считают увлечение сына чем-то серьёзным. Однажды отец, рассердившись за полученную Валеркой двойку, нечаянно ломает макет парусника, который любовно сделал его сын.  
От обиды Валерка сгоряча уезжает к Аверкину, который живёт в дачном посёлке. Родители обращаются в милицию по поводу пропажи мальчика. На его поиски поднимается не только милиция, но и школа, в которой учится Валерка.
Тем временем следователь расспрашивает родителей, пытаясь понять причины исчезновения их сына. И его неудобные вопросы заставляют их задуматься о своих собственных ошибках. Сам же Валерка в это самое время делает всё, что в его силах, чтобы спасти жизнь своему другу, старому моряку Аверкину, у которого совершенно неожиданно случился тяжёлый сердечный приступ.

## Создатели фильма

### В ролях
- Афанасий Кочетков — Аверкин
- Леонид Неведомский — отец
- Лилия Гурова — мать
- Саша Прохоров — Валерий
- Любовь Виролайнен — Ольга Борисовна
- Вадим Яковлев — следователь
- Ира Смолина — Анюта
- Саша Наумов — Божков
- Антон Уткин — Берёзкин
- Света Полякова — Рита

### Съёмочная группа
- Сценарий Александра Попова по мотивам очерка Л. Почивалова «Беглец».
- Режиссёры-постановщики — Николай Лебедев, Иосиф Шапиро
- Оператор-постановщик — Олег Куховаренко
- Художник-постановщик — Алексей Федотов
- Композитор — Владимир Маклаков